# Żydowo (Lubusz)
Pour les articles homonymes, voir Żydowo.
Żydowo (prononciation : [ʐɨˈdɔvɔ]) est un village polonais de la gmina de Trzciel dans le powiat de Międzyrzecz de la voïvodie de Lubusz dans l'ouest de la Pologne.
Il se situe à environ 10 km à l'ouest de Trzciel (siège de la gmina), 13 km au sud-est de Międzyrzecz (siège du powiat), 54 km au nord de Zielona Góra (siège de la diétine régionale) et 51 km au sud-estde Gorzów Wielkopolski (capitale de la voïvodie).

## Histoire
Avant 1945, ce village était sur le territoire de l'Empire allemand dans le Royaume de Prusse dans la province de Brandebourg sous le nom de Elisenfelde. (voir Évolution territoriale de la Pologne)
De 1975 à 1998, le village appartenait administrativement à la voïvodie de Gorzów .

Depuis 1999, il appartient administrativement à la voïvodie de Lubusz